# Битва при Наґасіно
Битва при Наґасіно, битва при Наґашіно (яп. 【長篠の戦い】, ながしののたたかい) — битва, що відбулася 28—29 червня 1575 року на рівнині Сітара поблизу замку Наґасіно, де союзні сили Оди Нобунаґи і Токуґави Ієясу вщент розбили армію роду Такеди Кацуйорі. Цей бій вважається епохальним у японській воєнній історії, тому що перемогу вперше було здобуто завдяки масовому використанню вогнепальної зброї — танеґашім. Битва значно вплинула на подальші японські методи ведення війни.

## Передісторія
Битва при Наґасіно була результатом десятилітнього протистояння між родами Ода і Такеда. У 1565 році війська Оди Нобунаґи і Такеди Сінґена вперше зійшлися у східних землях провінції Міно (суч. префектура Ґіфу), засвідчивши несумісність інтересів один одного. Оскільки для Такеди розширення земель у цьому напрямку не було пріоритетним, він залагодив конфлікт, уклавши із Одою союз.
Однак у 1570 році з утворенням антинобунаґівської коаліції ситуація змінилася. Її лідер, сьоґун Ашікаґа Йошіакі, звернувся до Такеди Шінґена з проханням знищити Оду. Отримавши казус беллі, Такеда розірвав союз із Нобунаґою і рушив у 1572 році на чолі 25.000 війська до столиці. На початку 1573 року, у битві при Мікатаґахара, армія Сінґена розбила союзні війська Токуґави і Оди, проте у травні того самого року через раптову смерть свого головнокомандувача припинила наступ і повернулася додому.
Хоча антинобунаґівська коаліція розпалася із ліквідацією сьоґунату Муроматі у 1573 році, новий лідер роду Такеда, Такеда Кацуйорі, вирішив довести до кінця справу свого покійного батька і захопити столицю Кіото. У 1574 році він розгорнув активні дії у землях Оди і Токуґави, що межували з його володіннями. У лютому Такеда захопив замок Акеті на сході провінції Міно, а у червні — неприступну гірську фортецю Такатендзін у східній частині провінції Тотомі. Ці операції було здійснено настільки блискавично, що його противники не встигали протидіяти.

## Облога Наґашіно

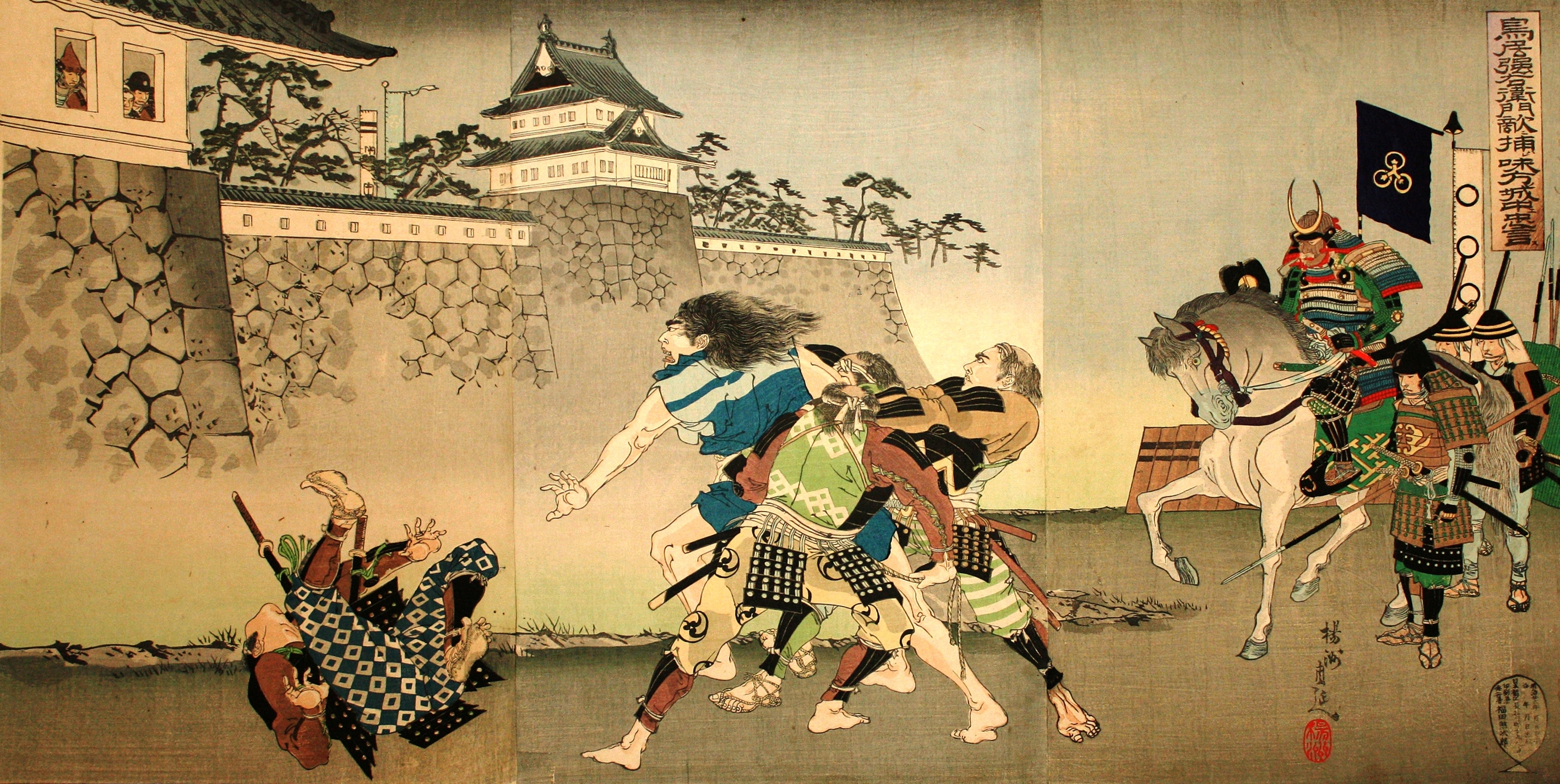
Полон Торії

У травні 1575 року, володіючи наступальною ініціативою, 15.000 армія Такеди Кацуйорі вторглася у провінцію Мікава, володіння Токуґави Ієясу, і обложила замок Наґашіно. Його гарнізон у 500 вояків під командуванням Окудайри Нобумаси тримався протягом місяця, але коли запаси провізії вичерпались, до сюзерена Токуґави було вислано гінця, Торії Сунеемона, з проханням надіслати допомогу.
Тим часом Токуґава Іеясу не міг самотужки протистояти силам Такеди, і тому звернувся за підкріпленням до Оди Нобунаґи. На початку червня 30.000 військо останнього прибуло до провінції Мікава і злилося із 5.000 армією Ієясу. Сили союзників зайняли позиції у місцевості Шітара, вздовж мілководної річки Ренґоґава, 3-ма кілометрами на захід від замку Наґашіно. Дізнавшись про підхід великого війська противника на чолі з Одою Нобунаґою, командири роду Такеда порадили своєму головнокомандувачу відступити з-під ворожого замку і зайняти оборонну позицію. Однак молодий і гарячкуватий Такеда Кацуйорі вирішив дати ворогу відкритий бій. Залишивши в облозі Наґашіно 2 000 вояків, він вивів свою 13-тисячну армію до рівнини Шітара.
Тим часом за наказом Оди Нобунаґи війська союзників укріпили свої позиції. Перед річкою Ренґо вирили неглибокі рови, на краю яких звели загороджувальний негустий частокіл у декілька рядів, що служив захистом для піхоти від атак кавалерії. За ним розмістилися 3 000 аркебузирів. У проміжках між рядами частоколу були розставлені загони списоносців для прикриття стрільців. За лінією з частоколами солдати Нобунаґи зрили схили пагорбів, перетворивши їх на урвища, на горі яких розмістились лучники і основні частини союзників.
Деякі досвідчені генерали Такеди, побачивши, що ворог фактично звів добре укріплений «замок» на протилежному березі річки, переконували Кацуйорі не атакувати його. Їх лякала велика кількість аркебузирів, які, знаходячись за частоколом, були недосяжними для елітної кінноти Такеди і могли завдати їй значних втрат. Проте Кацуйорі не прислухався до цих порад, повністю покладаючись на своє військо, що за тогочасними стандартами вважалося найкращим у всій Японії. Впевненості у власних силах йому додавало також те, що тривав сезон дощів, під час якого його вороги навряд чи могли б використати ґнотову вогнепальну зброю.

## Битва

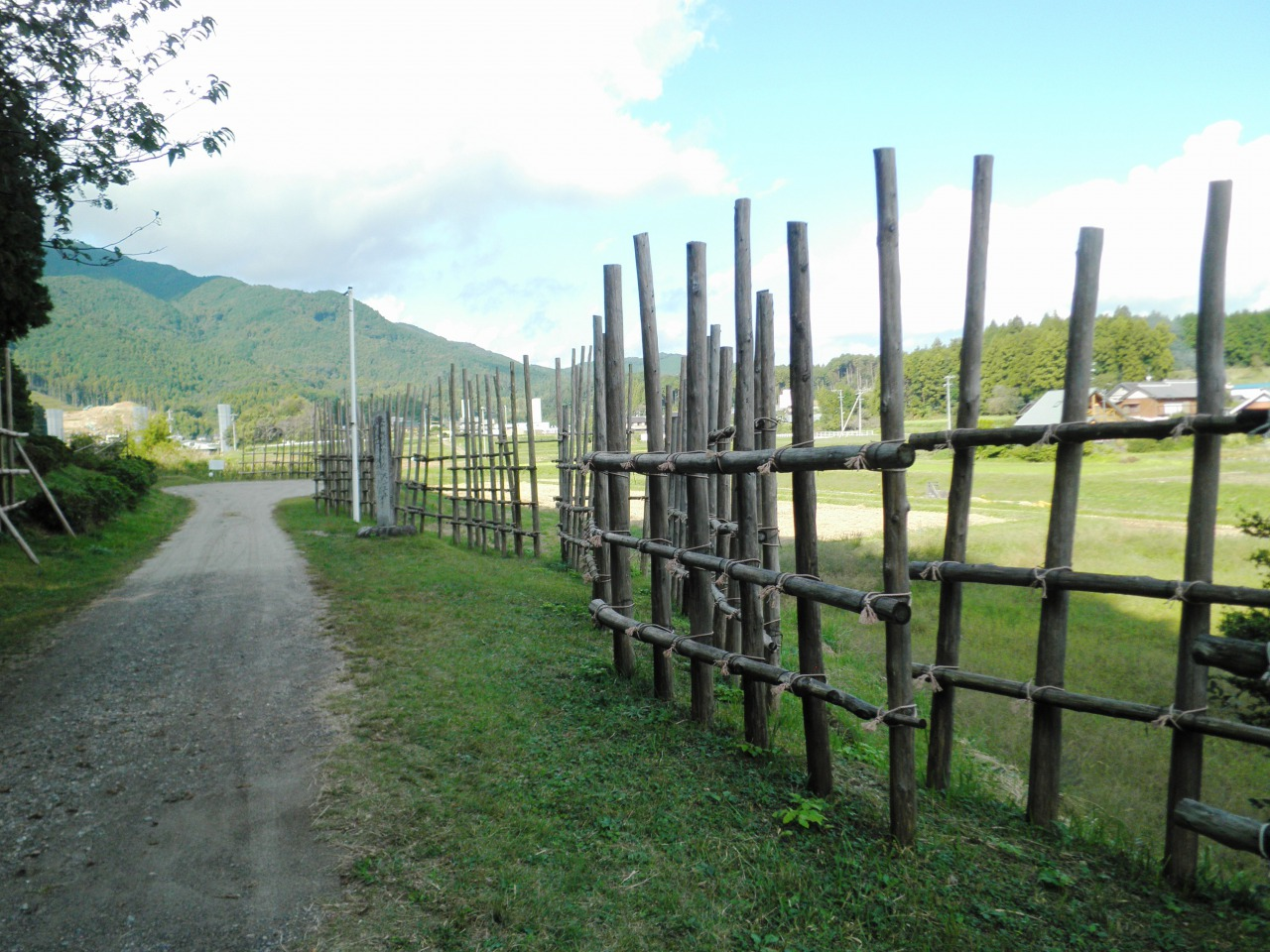
Сучасна реконструкція частоколу Оди.

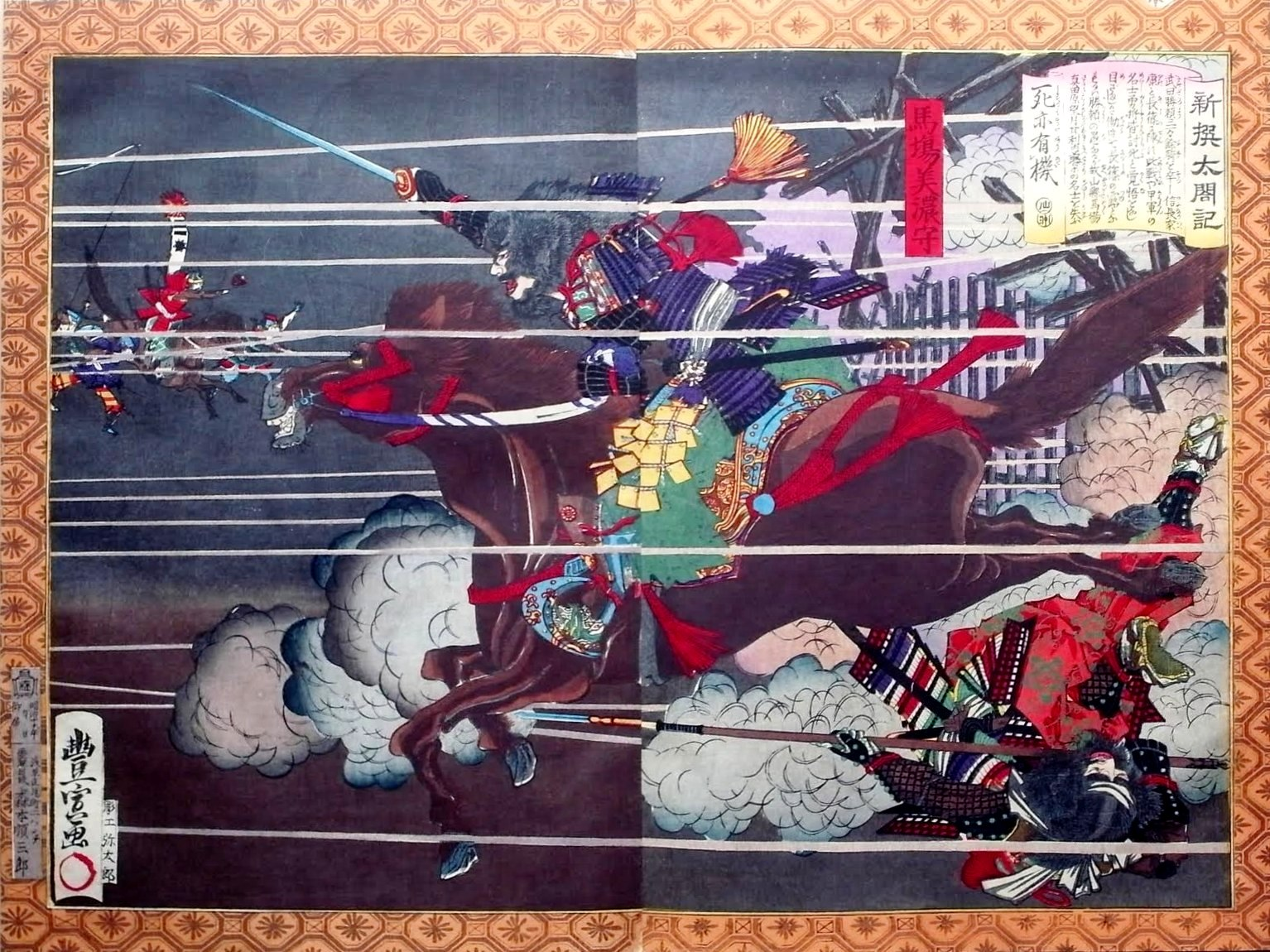
Загибель Баби Нобухару.

28 червня 1573 року Ода Нобунаґа відіслав загін із 500 аркебузирів у тил ворога для удару по тих частинах, які тримали в облозі замок Наґашіно. Вночі з 28 на 29 червня цей загін зненацька атакував 2-тисячний підрозділ вояків Такеди і розбив його. Дізнавшись про маневр сил Оди і знищення військ облоги, Такеда Кацуйорі вирішив негайно штурмувати позиції союзників Оди і Токуґави.
29 червня 1573 року, о шостій годині ранку, розпочався бій між основними силами. Елітна «червона» кіннота Такеди атакувала частини Токуґави, розраховуючи на швидкий прорив його рядів. Однак її штурм захлинувся від шквального вогню аркебузирів противника, які стріляли безперестанку. Незважаючи на сезон дощів погода була чудова, що дозволяло союзникам вповні проявити бойові якості рушниць. Напередодні битви проінструктований португальськими єзуїтами Ода Нобунаґа наказав аркебузирам вишикуватися в три шеренги на всьому фронті і стріляти почергово, змінюючи одну шеренгу іншою.
Авангардні підрозділи Такеди було знищено поголовно. Жоден з них не прорвався через загородження Оди і Токуґави.
Побачивши, що фронтальна атака бажаних результатів не дала, Такеда Кацуйорі наказав решті кавалерійських підрозділів зайти в тил противника з флангів, а піхоті — відволікати противника наступом з фронту. Однак і цей план виявився безуспішним. На правому фланзі кіннота Такеди подолала річку Ренґоґава і прорвала перший ряд частоколу, проте її одразу ж відбили списники й аркебузири Нобунаґи. На лівому фланзі наступаючим вдалося пробитися до третього ряду частоколу і ввірватися до штабу Іеясу, але на тому штурм захлинувся, бо всі атакуючі загинули. Наступ піхоти також не мав сенсу — ряди вояків Такеди гинули під масованим ворожим вогнем.
Втративши третину свого війська, Такеда Кацуйорі вирішив припинити штурм і дав наказ відступати. Цим скористалися вояки Оди і Токуґави, які вийшли з-за частоколу і вдарили щосили по ворогу. Атака союзників спричинила сум'яття в стані Такеди і відступаючі кинулися тікати. Під час погоні кіннота Нобунаґи висікла ще одну третину армії противника.
Бій закінчився чистою перемогою союзників. Кацуйорі загубив дві третини свого війська. Серед них було багато видатних генералів, які воювали ще з його батьком Такедою Шінґеном, а також сотні командирів середнього і нижчого рангу. Втрати Оди і Токуґави складали менш як 6 000 чоловік.

## Наслідки
Перемога аркебузирів Оди Нобунаґи і Токуґави Іеясу над найпотужнішою армією середньовічної Японії — армією роду Такеда — засвідчила перевагу новітньої вогнепальної зброї над старими способами ведення війни. Рушниці використовувалися у самурайських битвах і раніше, але їхня роль традиційно недооцінювалась — вони були лише другорядною зброєю. Масове застосування танеґашім у битві при Наґашіно продемонструвало їхню вбивчу силу і стало поштовхом до реформування усіх тогочасних японських армій. Після 1575 року кожний провінційний володар мав у своєму війську численний підрозділ аркебузирів, а кожна наступна битва розпочиналась із рушничної перепалки між ворогуючими сторонами. До середини 17 століття аркебуза, поряд із луком зі стрілами, вважалася найулюбленішою зброєю самураїв. Її бойові якості цінувалися значно вище ніж списи або мечі.
Баталія при Наґашіно стала останньою великою битвою для роду Такеди, поразка у якій спричинила його швидкий занепад. Загубивши велику кількість солдат і талановитих командирів, голова роду, Кацуйорі, втратив опору у власних володіннях. З 1575 по 1581 роки його зрадило чимало васалів, які переметнулися на бік сусідів — родів Уесуґі, Ґо-Ходжьо, Ода і Токуґава. Врешті-решт на початку 1582 року союзні сили Оди Нобунаґи і Токуґави Іеясу розпочали великомасштабну наступальну кампанію проти Такеди і за декілька місяців поклали край існуванню цього роду. Кацуйорі вчинив сеппуку разом із дружинами і дітьми.